# تاريخ الصحافة الأمريكية
كانت انطلاقة الصحافة في الولايات المتحدة متواضعة، وأضحت قوة سياسية في الحملة الهادفة إلى تحقيق الاستقلال الأمريكي. كفل التعديل الأول لدستور الولايات المتحدة حرية الصحافة وحرية التعبير في أعقاب الاستقلال. شهدت الصحافة الأمريكية نموًا سريعًا عقب الثورة الأمريكية. وغدت الصحافة عنصرًا رئيسيًا داعمًا لكل من الأحزاب السياسية، وللمؤسسات الدينية المنظمة في البلاد.
أخذت الصحف بالتوسع والظهور خارج مدن شرقي الولايات المتحدة خلال القرن التاسع عشر. بدأت الصحافة البخسة بلعب دور رئيسي في الصحافة الأمريكية بدءًا من ثلاثينيات القرن التاسع عشر. كان للتطورات التقنية مثل التلغراف وآلات الطباعة السريعة دور في اتساع انتشار الصحافة في البلاد خلال أربعينيات القرن التاسع عشر، إذ شهدت نموًا اقتصاديًا وديموغرافيًا سريعًا.
بحلول عام 1900، أصبحت الصحف الكبرى مراكز نفوذ مدرة للأرباح في مجال الدعاية والكشف عن الفساد وخلق البلبلة الإعلامية، فضلًا عن الجمع الجدي والموضوعي للأخبار. طرأ على الصحافة الأمريكية تغيير جديد بفعل التغير التقني الحاصل خلال عشرينيات القرن العشرين، على إثر الدور الجديد الذي لعبه الراديو، ليتبعه التلفاز في خمسينيات القرن العشرين، والإنترنت في تسعينياته.
اندمجت جل الصحافة الأمريكية في تكتلات إعلامية كبيرة خلال أواخر القرن العشرين (والتي عادت ملكيتها بالأساس إلى عدد من أقطاب الإعلام من أمثال تيد تيرنر وروبرت مردوخ). واجهت الصحف أزمةً تجاريةً مع ظهور الصحافة الرقمية خلال القرن الحادي والعشرين، وذلك على إثر توجه القراء نحو وسائل التواصل الاجتماعي للحصول على الأخبار، ليتبعهم المعلنين الذين انتقلوا إلى خدمات مثل فيسبوك.

## ظهور الصحافة الأمريكية الأفريقية
لم يقف التمييز المستشري الذي واجهه الأمريكيون الأفارقة عائقًا أمام تأسيسهم لعدد من الصحف اليومية والأسبوعية الخاصة بهم، ولا سيما في المدن الكبيرة، وقد ازدهرت هذه الصحف بفضل ولاء قرائها. كانت صحيفة فريدومز جورنال أول صحيفة سوداء، والتي نشرها جون ب. روسورم وصامويل كورنيش للمرة الأولى بتاريخ 16 مارس عام 1827. أسس الناشط الداعي لإبطال العبودية فيليب ألكسندر بيل (1808 - 1886) صحيفة كولورد أميريكان في مدينة نيويورك سنة 1837، ثم أصبح مشاركًا في تحرير صحيفة ذا باسيفيك أبيل، ومؤسسًا لصحيفة ذا إليفيتور، وهما من الصحف الهامة التي اتخذت من مدينة سان فرانسيسكو مقرًا لها خلال عصر إعادة الإعمار.
ازدهرت الصحف الأمريكية الأفريقية في المدن الكبرى بحلول القرن العشرين، إذ لعب ناشروها دورًا كبيرًا في الشؤون السياسية والتجارية، ومن هؤلاء نذكر:
- روبرت سينغستاك أبوت (1870 - 1940)، ناشر صحيفة شيكاغو ديفيندر.
- جون ميتشل الابن (1863 - 1929)، محرر صحيفة ريتشموند بلانيت، ورئيس الرابطة الوطنية للصحافة الأفرو-أمريكية.
- أنتوني أوفرتون (1865 - 1946)، ناشر صحيفة شيكاغو بي.
- روبرت لي فان (1879 - 1940)، ناشر ومحرر صحيفة بيتسبرغ كوريير.[3]

## فترة ما بين الحربين
كانت انطلاقة الصحافة المذاعة في عشرينيات القرن العشرين بطيئة الخطى، وذلك في الوقت الذي بثت فيه المحطات الموسيقى والخطابات بين الفينة والأخرى، ولكن تباطئ توسعها نتيجة انتقال الراديو إلى الدراما والترفيه خلال ثلاثينيات القرن العشرين. تعاظمت أهمية الراديو خلال الحرب العالمية الثانية حتى تفوقت الأخبار التلفزيونية عليه بعد عام 1950. ظهرت النشرات الإخبارية القصيرة خلال عشرينيات القرن العشرين، وشهدت ازدهارًا قبل أن تجردها النشرات الإخبارية اليومية من فائدتها المرجوة خلال خمسينيات القرن العشرين.

### إمبراطورية لوس
ازدهرت المجلات الإخبارية مثل مجلة آوتلوك ومجلة ريفيوز أوف ريفيوز، بدءًا من أواخر القرن التاسع عشر. وفي عام 1923، عمل هنري لوس (1898 - 1967) على تغيير هذا النوع الإعلامي من خلال مجلة تايم، والتي أصبحت مصدر الأخبار المفضل بالنسبة للطبقة الوسطى العليا. كان لوس، وهو جمهوري محافظ، يحمل لقب «المواطن الخاص الأكثر تأثيرًا في أميركا خلال عصره». إذ أطلق مجموعةً من المجلات، وتولى الإشراف عليها عن كثب. أحدثت هذه المجلات نقلةً في مجال الصحافة، وفي عادات القراءة لدى الأمريكيين من الطبقات العليا. كانت مجلة تايم تلخص وتفسر أخبار الأسبوع. أما لايف فكانت مجلةً مرئيةً تناولت شؤون السياسة والثقافة والمجتمع، وهيمنت على التصورات البصرية للأمريكيين في الحقبة التي سبقت التلفاز. وتقصت مجلة فورتشن الاقتصاد وعالم الأعمال بعمق، وقدمت أفكارًا طليعية على غرار الكينزية، للمدراء التنفيذيين. تحرت مجلة سبورتس إليستريتد خفايا اللعبة، متقصيةً دوافع وإستراتيجيات الفرق واللاعبين الرئيسيين. ويضاف عليها كل من مشاريعه الإذاعية ونشراته الإخبارية القصيرة، أنشأ لوس شركة إعلامية متعددة الوسائط، نافست شركة هيرست وغيرها من شبكات الصحف الأخرى. كان لوس، الذي ولد في الصين لوالدين مبشرين، متقد الحماس في رغبته لجعل الأمة أهلًا للسيطرة على العالم في ما أسماه «القرن الأمريكي». عين لوس صحفيين متميزين، كان بعضهم من أصحاب العقول الجادة، وذلك بالإضافة إلى مجموعة من المحررين الموهوبين. بحلول أواخر القرن العشرين، عملت جميع مجلات لوس ومقلديها (مثل مجلة نيوزويك ومجلة لوك) على تقليص نشاطاتها إلى حد كبير. أوقفت مجلة نيوزويك إصدار نسخة مطبوعة في عام 2013.

## الإنترنت خلال القرن الحادي والعشرين
أصبحت يو إس إيه توداي أول صحيفة تصدر نسخة إلكترونية من منشوراتها عقب ظهور متصفحات الإنترنت في عام 1995، على الرغم من إطلاق شبكة سي إن إن لموقعها الخاص في نفس العام. قدم الإنترنت الأخبار المجانية والإعلانات المبوبة إلى الجماهير التي لم تعد ترى سببًا للاشتراكات (ولا سيما بعد عام 2000)، وهو ما أدى إلى تحجيم نموذج الأعمال الذي اعتمدته الكثير من الصحف اليومية. واجهت الصحف خطر الإفلاس في جميع أنحاء الولايات المتحدة، وأثرت على عدد من الصحف الكبرى مثل صحيفة روكي ماونتن نيوز (دنفر)، وصحيفة شيكاغو تريبيون، وصحيفة لوس أنجلوس تايمز، وغيرها الكثير. خلص جين شابمان ونيك نوتال أن الحلول المقترحة على غرار الشبكات المتعددة، وأنظمة جدار الدفع، وجمع الأخبار المتمحور حول العلاقات العامة، وتقليص العاملين، لم تحل هذا التحدي. وبالنتيجة، اعتبرا أن الصحافة في يومنا هذا تميزت بأربعة سمات رئيسية ألا وهي الخصخصة، والعولمة، والتوطين، والإفقار المدقع.
طرح جويس نيب تصنيفًا نوعيًا لخمسة نماذج للتواصل مع الجمهور: الصحافة التقليدية، والصحافة العامة، والصحافة التفاعلية، والصحافة التشاركية، وصحافة المواطن. واعتبر أن الهدف الأسمى للصحافة العامة تمخض في إشراك الناس كمواطنين والمساعدة في المداولات العامة.
تراجع حضور الصحافة الاستقصائية في الصحف اليومية الكبرى خلال العقد الأول من القرن الحادي والعشرين، وشكل العديد من الصحفيين غرفًا إخبارية استقصائية غير ربحية خاصة بهم، من قبيل بروبابليكا على المستوى الوطني، وتكساس تريبيون على مستوى الولايات، وفويس أوف أو سي على المستوى المحلي.
أظهرت دراسة أجرتها جامعة إنديانا في عام 2014 تحت عنوان «الصحفي الأمريكي»، وهي عبارة عن مجموعة من الدراسات التي تعود إلى سبعينيات القرن العشرين، أن نسبة أعلى بكثير من الصحفيين، الذين شملهم الاستطلاع، عرفوا عن أنفسهم كديمقراطيين، بالمقارنة مع أولئك الذين عرفوا عن أنفسهم كجمهوريين (بنسبة 28% مقابل 7%). وجاء ذلك في ظل تراجع عدد العاملين في الصحف المحلية، فضلًا عن احتمال الاستعاضة عنهم بوسائل الإعلام النشطة على الإنترنت في المدن الليبرالية الشرقية.